# Georg Wein (Politiker)
Georg Wein (* 28. Februar 1893; † 14. April 1945 in Potsdam) war ein deutscher Beamter, Kommunalpolitiker und Bürgermeister.

## Leben
Georg Wein wurde während des Deutschen Kaiserreichs 1893 geboren.
Im Jahr des Beginns des Ersten Weltkrieges begann Wein seine berufliche Laufbahn im städtischen Dienst zunächst als Stadtkassen-Assistent. Zur Zeit der Weimarer Republik und im Jahr des Höhepunktes der Deutschen Hyperinflation wählten die Bürger der Stadt Havelberg Wein 1923 zu ihrem Bürgermeister.
Nach der Machtergreifung der Nationalsozialisten trat Georg Wein am 1. November 1933 in die SS ein, in der er am 30. Januar 1937 zum Oberscharführer ernannt wurde. Der Nationalsozialistischen Deutschen Arbeiterpartei (NSDAP) trat er jedoch erst zum 1. Mai 1937 bei. Im selben Jahr 1937 erhielt Wein die Einsetzung als Bürgermeister der Stadt Lehrte, ein Amt, das er offiziell bis zu seinem Tode ausübte. In dieser Zeit wurde Wein mitten im Zweiten Weltkrieg jedoch in den sogenannten „Warthegau“ nach Litzmannstadt (heute Łódź) abgeordnet. Am 13. November 1944 wirkte Wein als Kriegsvertreter des Bürgermeisters der Stadt Pabianitz.
Georg Wein starb während eines der Luftangriffe der Alliierten auf Berlin bei seinem Aufenthalt in Potsdam am 14. April 1945 durch eine Fliegerbombe.

## Archivalien
Archivalien von und über Georg Wein finden sich beispielsweise
- im Niedersächsischen Landesarchiv (Standort Hannover) als Akte aus der Laufzeit 1937 bis 1948 mit dem Titel „Berufung, Tätigkeit und Abordnung des Bürgermeisters Georg Wein zu Lehrte“, die unter anderem die „Wahl der Stadtdirektoren Heinrich Beinsen und Georg Holzhausen“ enthält; Archiv-Signatur NLA HA Hann. 180 Lüneburg Acc. 3/150 Nr. 209 (zuvor: Hann. 80 Lün. III/CL Nr. 209)[3]